# 僕はツイてる
『僕はツイてる』（ぼくはついてる、原題：Merry Andrew）は、1958年のアメリカ合衆国のミュージカルコメディ映画。ダニー・ケイ主演。ポール・ギャリコの短編小説を原作とし、振付師のマイケル・キッドが本作の振付と共に監督も務めた。
日本では劇場公開後、1969年12月21日にNHK総合テレビジョンにて日本初の音声多重放送（2か国語放送）としてテレビ放映された。

## キャスト
※括弧内は日本語吹替（テレビ版）
- アンドリュー・ララビー：ダニー・ケイ（稲垣昭三）
- セレナ・ガリーニ役：ピア・アンジェリ（鈴木弘子）
- アントニオ・ガリーニ：バッカロニ（金井大）
- レティーシャ・フェアチャイルド：パトリシア・カッツ
- マシュー・ララビー：ノエル・パーセル（小沢重雄）
- ダドリー・ララビー：ロバート・クート
- グレゴリー・ララビー：レックス・エヴァンス

## スタッフ
- 監督：マイケル・キッド（英語版）
- 製作：ソル・C・シーゲル
- 原作：ポール・ギャリコ
- 脚本：イソベル・レナート（英語版）、I・A・L・ダイアモンド
- 撮影：ロバート・サーティース
- 編集：ハロルド・F・クレス
- 音楽：ネルソン・リドル（英語版）
- 作詞：ジョニー・マーサー
- 作曲：ソウル・チャップリン（英語版）